# Gli ultimi eroi (film)
Gli ultimi eroi (in russo Подольские курсанты?, Podol'skie kursanty, "Cadetti di Podol'sk") è un film del 2020 diretto da Vadim Šmelёv.

## Trama
Ottobre 1941. A Podolsk nei pressi di Mosca, un gruppo di cadetti di fanteria e artiglieria, viene inviato sulla linea di difesa Ilyinsky, per combattere a fianco delle unità della 43ª armata sovietica per bloccare l'avanzata tedesca.